# Чекалева, Надежда Викторовна
Надежда Викторовна Чекалева (7 июля 1953 года, г. Горнозаводск, Сахалинская область, РСФСР, СССР) — советский и российский педагог, член-корреспондент РАО (2017).

## Биография
Родилась 7 июля 1953 года в городе Горнозаводске Сахалинской области.
В 1974 году — окончила филологический факультет Омского государственного педагогического института имени А. М. Горького.
В 1982 году — защитила кандидатскую, а в 1998 году — докторскую диссертацию, тема: «Теоретические основы учебно-методического обеспечения процесса изучения педагогических дисциплин в педагогическом вузе».
С 1982 года — работает в Омском государственном педагогическом институте (сейчас — Омский государственный педагогический университет) пройдя путь от старшего преподавателя до проректора, в настоящее время — заведующий кафедрой педагогики, директор научного центра Российской академии образования.
В 2017 году — избрана членом-корреспондентом Российской академии образования от Отделения философии образования и теоретической педагогики.

## Научная деятельность
Автор более 130 научных работ и научных отчетов.
Лауреат Всесоюзного конкурса молодых ученых, руководитель российских научных проектов, грантов, выполняемых по заказу Министерства образования и науки РФ; международных (Российско-Канадский проект «Изучение инвалидности», Российско-Американский «Гражданское образование», проект TEMPUS). Представитель совета Омской региональной общественной организации Союз молодежи Омской области Общероссийской общественной организации «Российский союз молодежи».
Член Общественного Совета по инклюзивному и специальному образованию при ГД РФ; председатель общественного совета при министерстве образования Омской области; член Координационного совета при Губернаторе Омской области по реализации региональной стратегии действий в интересах детей; член Коллегии министерства образования Омской области и департамента образования Администрации г. Омска.
Научный руководитель Федеральной инновационной площадки «Нововаршавский район».

## Критика
По данным сетевого экспертного сообщества «Диссернет» являлась научным руководителем одной кандидатской, и оппонентом докторской диссертации первого заместителя руководителя фракции «Единая Россия» в ГД ФС РФ, член президиума Совета при Президенте Российской Федерации по науке и образованию, члена Президиума ВАК Н. И. Булаева, в которых выявлены некорректные заимствования.

## Награды
- Почётный работник высшего профессионального образования Российской Федерации
- Заслуженный работник образования Омской области
- Нагрудный знак ОмГПУ «За доблестный труд»
- Медаль 300-летия Омска
- Знак отличия Федеральной службы государственной статистики — медаль «За заслуги в проведении Всероссийской переписи населения 2010 года»